# Šturbino
Šturbino (in lingua russa Штурбино) è un centro abitato dell'Adighezia, situato nel Krasnogvardejskij rajon. La popolazione era di 516 abitanti al dicembre 2018. Ci sono 11 strade.